# 上尾市コミュニティセンター
上尾市コミュニティセンター（あげおしコミュニティセンター）は、埼玉県上尾市柏座にある公共施設（コミュニティセンター）である。指定管理者は公益財団法人上尾市地域振興公社。略称はコミセン。命名権による通称は三井金属あげおコミュニティセンター（2024年4月1日より2028年3月31日まで）。

## 概要
「市民のふれあいと交流の場」をテーマに1983年（昭和58年）5月24日開館。市内初となる市民参加方式の導入によって建設された施設であり、地下1階、地上2階建ての文化施設である。当初のテーマは「出会い、触れ合い、語らい、創造の場」であった。1階は中央のロビーを囲むような形で各部屋が配置され、やや離れた奥まった場所に和室や楽屋がある。館内の1階から2階は吹き抜け構造になっている箇所がある。2階は屋外となる中央の中庭テラスを囲むような形で各部屋が配置され、やや離れた奥まった場所に音楽室がある。多目的室2は1階からのみアクセスでき、2階の他の部屋とつながっておらず独立している。地下は駐車場のほか倉庫と各種設備（機械室、電気室、給水設備、陶芸窯）になっている。当初から身体障害者に配慮した設計になっており、例えば屋外の入り口脇にあるつづら折りのスロープは、建設当時から設置されたものであり、後年制定された高齢者、障害者等の移動等の円滑化の促進に関する法律（バリアフリー新法）を受けて後付けされたものではない。低層建築でありながらエレベーターや身障者専用の化粧室も開館当初からある。
施設には「ボランティアセンター」（上尾市社会福祉協議会が運営）のほかにリニューアル前はレストランや「上尾市生活情報センター」が併設されていた。
工事期間は1981年（昭和56年）10月より1年5か月を要し、1983年（昭和58年）4月に完成。用地費を含めた総工費は18億3900万円であった。
開館した1年後に集計をしたところ、1日平均15団体の利用があった。また、年間約12万人の利用があり、女性の利用者が多かった。
市内に事業所が所在する三井金属鉱業が、上尾市との間で2024年（令和6年）4月から2028年（令和10年）3月31日まで4年間の命名権契約（年額50万円）を締結した。
なお、市内における当館と同様の施設として1987年（昭和62年）12月に開館した大字平塚にある「イコス上尾」がある。

## 改修工事
築35年が経過して施設が老朽化し、漏水や設備の不具合などが見られるようになったため、2020年（令和2年）10月1日に閉館され大規模改造工事に着手、休館中は上尾市民体育館内に窓口が置かれ、市内や近隣自治体の他の公共施設への案内がされた。
館外では屋上の防水工事や外壁の改修工事、館内では内装の改修や機械設備および電気設備の更新などが行なわれ、ダンス・体操向けの多目的室やギャラリースペースのほか、子供室に代わり子供向けのキッズスペースや書架スペースを新たに追加、年代を問わずに利用し易い設備に改修されている。集会室は区画が見直され、可動式間仕切りが設けられている。また、音楽室や楽屋は位置を変えている。また、3つある和室のうち2つのほか、視聴覚室や生活情報センターやレストランが廃止されている。外観は従来の煉瓦調の外観から白と灰色を基調とした外観に改修された。
工事は2021年（令和3年）11月に完了し、同年12月1日にリニューアルオープンした。オープンに先立ち11月12日にはリニューアルオープン記念式典が挙行された。また、映画上映会などのプレオープンイベントや自由見学会も開催された。こけら落とし公演として12月12日に「コミセンクラシック」と称されるコンサートが開催される。

## 施設概要
建物

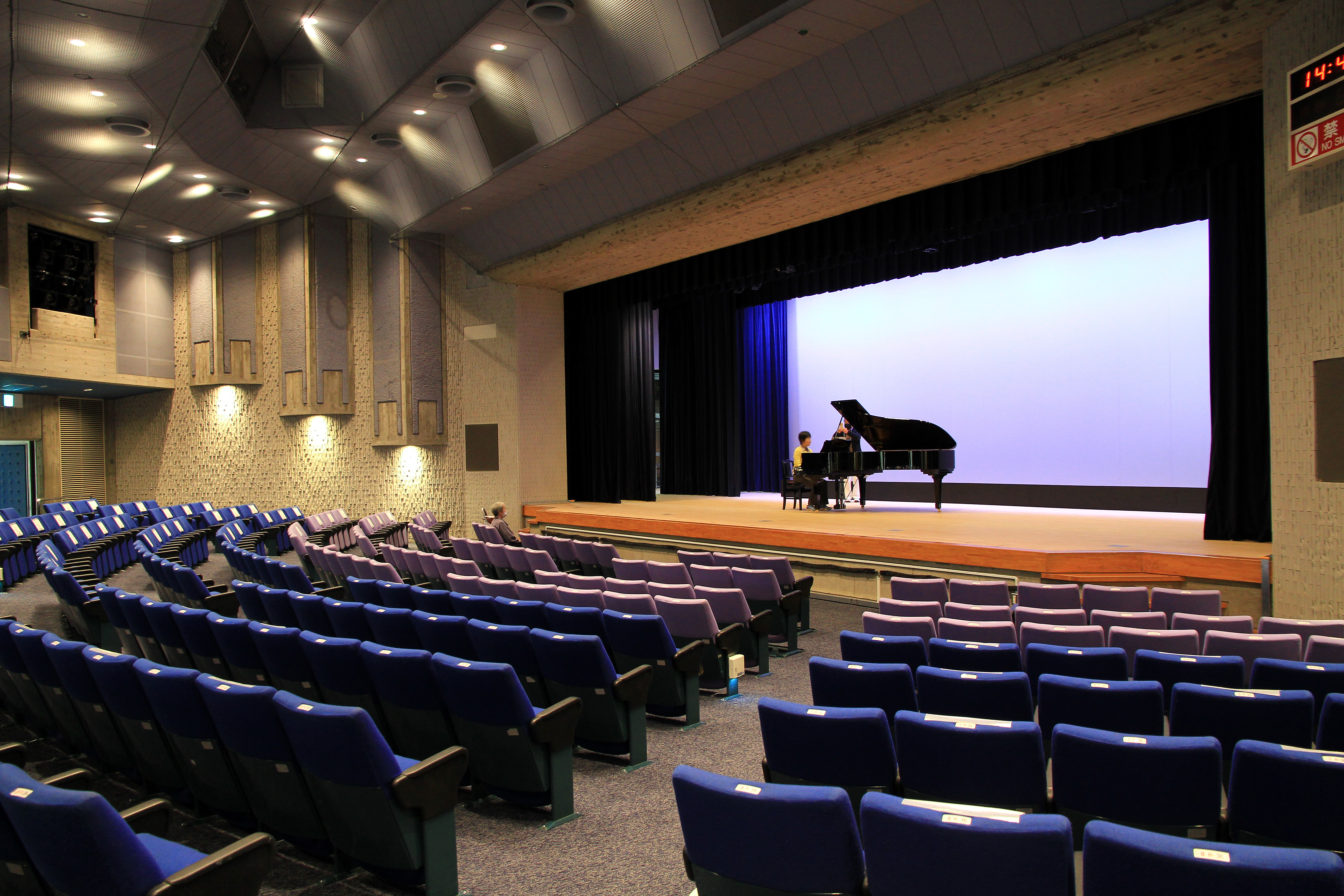
ホール

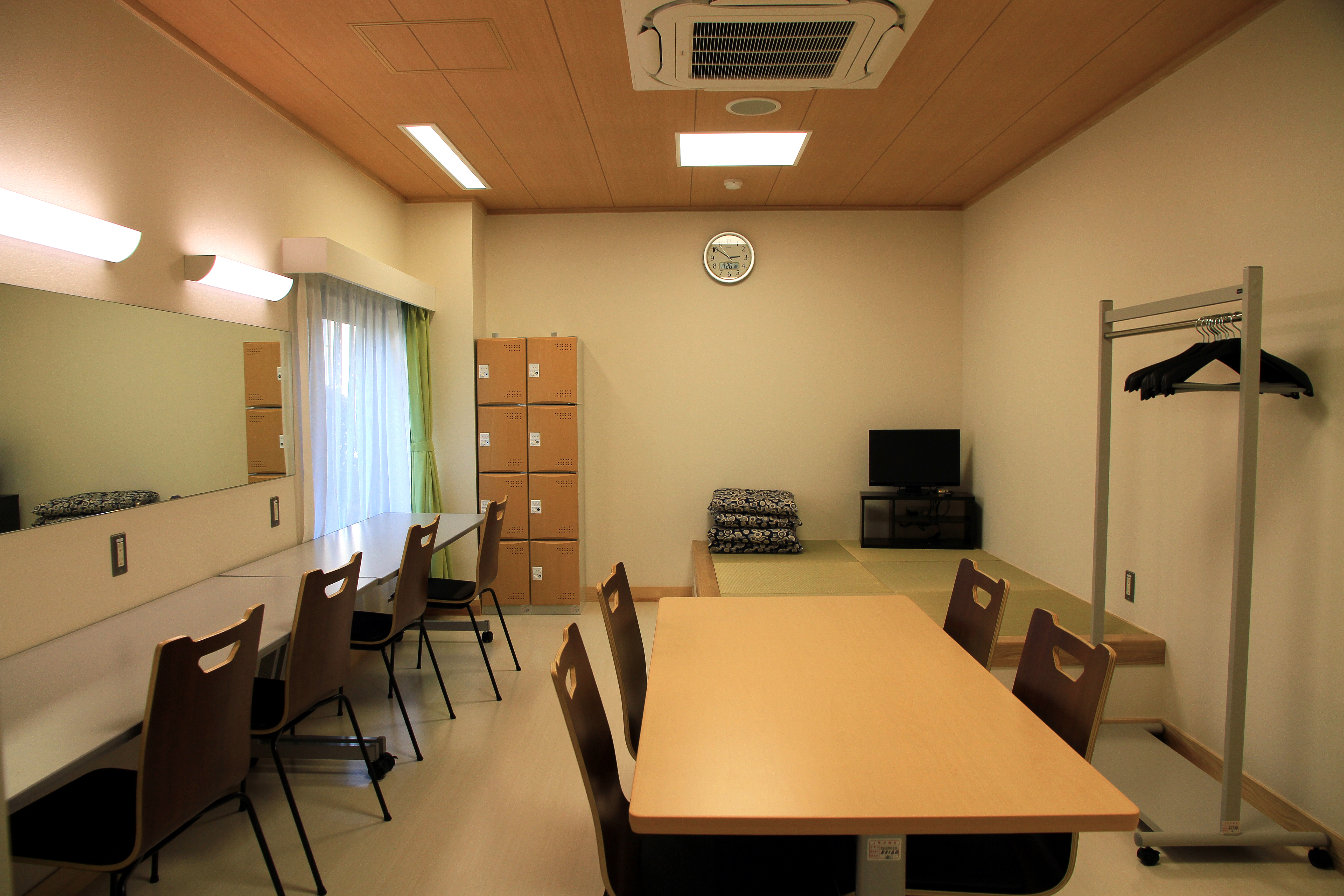
楽屋

- 鉄筋コンクリート造2階建（地下1階、地上2階）[13]
- 建築面積：約2,415 m2
- 延床面積：約5,007 m2
- 敷地面積：約4,897 m2

施設構成
- ホール
  - 面積：550.6 m2、定員359人
- 楽屋
- 和室
- 茶室
- 集会室（第1〜5集会室、第2〜4集会室は目的や人数に応じて間仕切りを外して1室として使用可）
- 音楽室 - 元視聴覚室
- 調理室
- アトリエ
- ロビー
- 事務室
- 多目的室1 - 元子供室
- 多目的室2 - 元音楽室
- ギャラリー - 元消費生活センター
- 書架スペース
- 飲食談話スペース
- キッズスペース
- 授乳室
- 社会福祉協議会 上尾西支部
  - ボランティアビューロー
- 駐車場（地下） - 身体障害者および機材搬入専用
  - 施設周辺に第二〜第四駐車場も完備されている[17]。駐車台数105台。

屋外
- 中庭テラス
- 自由広場（芝生広場）
- 駐輪場

## 所在地
- 埼玉県上尾市柏座4丁目2番3号

## アクセス
- JR高崎線上尾駅西口から徒歩約15分
- JR高崎線上尾駅西口から東武バスウエスト「西上尾第一団地（西柏座経由）行き」「西上尾車庫行き」にて「弁財入口」下車すぐ